# Paul Esswood
Paul Esswood   (West Bridgford, 6 de juny de 1942) és un contratenor anglès que ha destacat en la interpretació de música barroca, principalment en els oratoris de Händel i les cantates Bach.
Estudià al Royal College of Music de Londres de 1961 a 1964, i posteriorment a l'Abadia de Westminster fins al 1971. El mateix 1971 debutà en un concert emès per la BBC d'El Messies de Haendel, sota la direcció de Charles MacKerras; en el camp operístic el seu debut es produí l'any 1968 a Berkeley (Califòrnia), cantant Erismenia de Francesco Cavalli i, posteriorment, obres d'Alessandro Scarlatti, Claudio Monteverdi, Henry Purcell i Handel, entre d'altres.
Conjuntament amb Alfred Deller i James Bowman van impulsar el registre de contratenor a partir dels anys seixanta, que sense perdre el vibrato femení, tenia una potència considerable i un fraseig molt expressiu. Ha estat professor del Royal College of Music (1977-1980), i des de 1985 a la Royal Academy of Music, a més d'impartir classe magistrals per moltes ciutats del món; el 1967 pcol·laborà en la fundació de Pro Cantione Antiqua. Ha participat en més de cent cinquanta enregistraments, on hi destaquen la integral de les cantates de Bach, sota la direcció de Nikolaus Harnoncourt i Gustav Leonhardt publicades per Teldec entre 1971 i 1989. Aquesta gran dedicació a la música barroca no li ha impedit la participació en obres contemporànies com el càntic Abraham i Isaac de Benjamin Britten i l'estrena mundial de la Simfonia n º 2 (Sant Florian) d'Alfred Schnittke amb l'Orquestra Simfònica de la BBC dirigida per Guennadi Rojdéstvenski. Ha estat guardonat amb diversos premis i nomenaments com membre honorífic de la Royal Academy of Music (1990) i el Deutsche Händel-Preis per la seva contribució a les actuacions en obres de Haendel (1997).